# Eurostar

Mapa geográfico

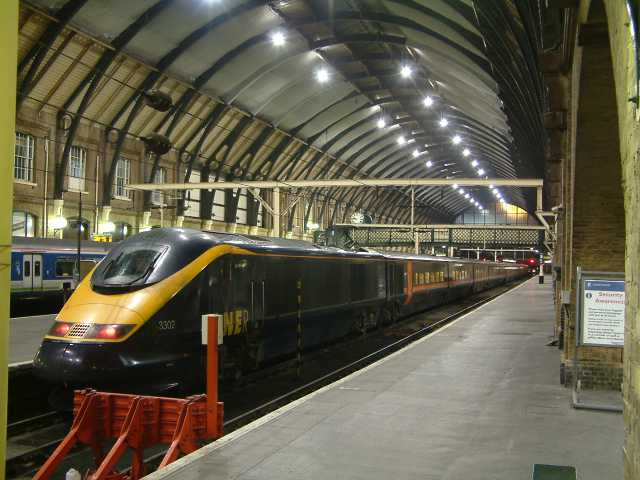
Eurostar GNER, servicios regionales, en la estación King's Cross de Londres.

Eurostar es la marca de los servicios ferroviarios de alta velocidad prestados por Eurostar International Limited y que comunican las ciudades de Londres (Reino Unido), París (Francia), Bruselas (Bélgica) y Ámsterdam (Países Bajos) a través de la línea de alta velocidad Londres-Eurotúnel. Los trenes circulan a una velocidad de 300 km/h, excepto en el Eurotúnel, donde lo hacen a 140 km/h.
En mayo de 2022 se anunció la fusión de los servicios Eurostar con los servicios Thalys, que pasaron a unificarse bajo la marca Eurostar, aunque debido al color de los trenes, los antiguos servicios Eurostar se conocen como Eurostar Blue y los antiguos servicios Thalys como Eurostar Red. Eurostar International Limited se integró en el holding Eurostar Group, cuyos accionistas son SNCF Voyageurs (55.75%), Caisse de dépôt et placement du Québec (19.31%), SNCB (18.5%) y Federated Hermes Infrastructure (6.44%).

## Historia
Hasta 2003, en el tramo británico (desde el túnel hasta la ciudad de Londres) la circulación era más lenta debido a la antigüedad de las vías. Por tal motivo se construyó un nuevo enlace de alta velocidad que fue inaugurado parcialmente en 2003 y totalmente en 2007.
El nuevo vínculo de alta velocidad entre el Eurotúnel y la ciudad de Londres se denomina "High Speed 1" (Alta Velocidad 1 en inglés). Inicialmente había sido denominado como Channel Tunnel Rail Link o simplemente CTRL. La Primera Sección de 74 km (la más cercana al Eurotúnel) está operativa desde 2003 y la Segunda Sección de 34 km (la más cercana a la ciudad de Londres) desde noviembre de 2007.

## Material rodante

### British Rail Class 373
- Construidos entre 1992 y 1996, la flota Eurostar se compone de 38 trenes denominados British Rail Class 373 en el Reino Unido y TGV373000 en Francia. Existen dos variantes:
  - 31 trenes "Tres Capitales" compuestos por dos cabezas tractoras y 18 remolques. Estos trenes tienen 394 m de longitud y pueden transportar 750 pasajeros (206 en primera clase y 544 en segunda clase).[1]
  - 7 trenes cortos "North of London" compuestos por dos cabezas tractoras y 14 remolques. Estos trenes tienen 320 m de longitud y pueden transportar 558 pasajeros (114 en primera clase y 444 en segunda clase). Fueron diseñados para operar como Eurostar Regionales pero 6 de ellos se encargan actualmente de servicios internos entre París y el Norte de Francia, mientras que uno de ellos quedó para suplir piezas.

- Los trenes pueden ser divididos en dos para permitir la evacuación de los pasajeros utilizando la parte no dañada.

- A las formaciones Eurostar en el Reino Unido se las denomina British Rail Class 373.

- Fueron construidos por GEC-Alsthom (actualmente Alstom) en las factorías de La Rochela (Francia), Belfort (Francia) y Washwood Heath (Inglaterra).

- Podían obtener la alimentación eléctrica para su funcionamiento desde un "tercer carril" (en el Reino Unido, equipos ya retirados) o a través de una catenaria (en Francia y Bélgica). En este último caso, incluso de diferentes voltajes. Solo alcanzan su velocidad máxima de 300 km/h cuando son alimentados por catenarias de 25 kV CA (25000 V de corriente alterna). Desde la habilitación total del tramo británico de alta velocidad, que une el Eurotúnel con la ciudad de Londres, el uso del "tercer carril" no es necesario, ya que la alimentación eléctrica también es por catenaria de 25 kV CA en este tramo.

En la actualidad, los 11 trenes británicos para Londres-París (Class 373.0) tienen alimentación a 3 y 25 kV, igual que los 4 belgas para Londres-Bruselas (Class 373.1) y 7 de los 13 franceses para Londres-París (Class 373.2); los otros 6 tienen, además, 1,5 kV para las líneas convencionales francesas (por ejemplo: Marsella), al igual que otros 3 de la misma serie que se dedican solo a servicios domésticos franceses .
- Básicamente son formaciones TGV modificadas, aunque mucho más largas: 319 o 394 metros contra 200 de los TGV, salvo el Atlántico, que mide 238.

- Un tren Eurostar estableció el récord de velocidad ferroviaria en el Reino Unido circulando a 334,7 km/h durante una prueba de seguridad de la primera sección del Channel Tunnel Rail Link.

- Los interiores de las formaciones Eurostar fueron redecoradas a partir de un diseño de Philippe Starck desde septiembre de 2004. Los colores gris-amarillo (en segunda clase) y gris-rojo (en primera clase y primera clase Premium) fueron reemplazados por gris-marrón y gris-naranja, respectivamente. La primera clase Premium fue suprimida a partir de septiembre de 2005 con el objeto de simplificar la estructura tarifaria.

### British Rail Class 374

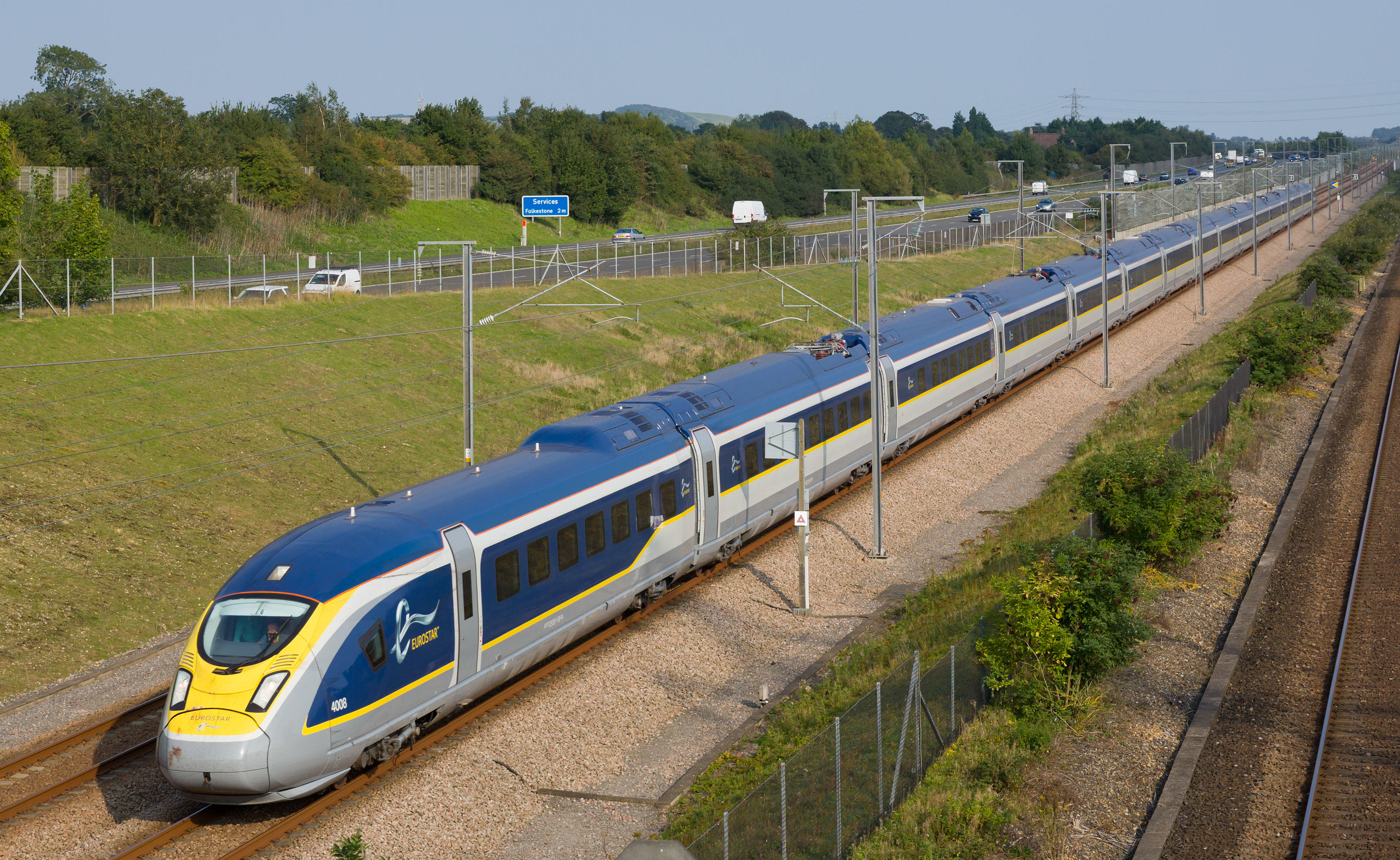
British Rail Class 374.

El 7 de octubre de 2010, Eurostar seleccionó a Siemens para suministrar 10 nuevos trenes e320, una variación sobre su modelo Velaro denominada serie 374. Están compuestos por 8 coches motores y 8 coches remolque con una potencia de 160 00 kW para alcanzar 320 km/h, tendrán 890 plazas, más 2 para PMR, y otras 2 para acompañantes, en una longitud de 390,2 metros. La inversión será de 600 M € con mantenimiento incluido durante 10 años. Los primeros trenes entraron en servicio el 20 de noviembre de 2015 y se espera que los diez estén en servicio en mayo de 2016. Inicialmente, los nuevos trenes cubrirán los servicios de Londres a París y Bruselas, pero también serán certificados para la operación en los Países Bajos, con vistas al lanzamiento de servicios de Eurostar de Londres a Ámsterdam a principios de 2017. Coincidiendo con el 20 aniversario del servicio Eurostar se anunció el compromiso de compra de otros 7 trenes, que serán entregados en 2016.
Debido a las nuevas normas de seguridad (2009) de la Channel Tunnel Safety Authority (CTSA) para trenes de viajeros en el Eurotúnel, los nuevos trenes no necesitan ser divisibles; en cambio, al tener motores bajo los asientos precisan sistemas de extinción bajo el piso de cada coche motorizado.

## Tráfico de viajeros por elEurotúnelen trenes Eurostar
| 1995  | 2.920.309   |           |
| 1996  | 4.995.010   | + 71,04 % |
| 1997  | 6.004.268   | + 20,21 % |
| 1998  | 6.307.849   | + 5,06 %  |
| 1999  | 6.593.247   | + 4,52 %  |
| 2000  | 7.130.417   | + 8,15 %  |
| 2001  | 6.947.135   | - 2,57 %  |
| 2002  | 6.602.817   | - 4,96 %  |
| 2003  | 6.314.795   | - 4,36 %  |
| 2004  | 7.276.675   | + 15,23 % |
| 2005  | 7.454.497   | + 2,44 %  |
| 2006  | 7.858.337   | + 5,42 %  |
| 2007  | 8.260.980   | + 5,12 %  |
| 2008  | 9.113.371   | + 10,32 % |
| 2009  | 9.220.233   | + 1,17 %  |
| 2010  | 9.528.558   | + 3,34 %  |
| 2011  | 9.679.764   | + 1,59 %  |
| 2012  | 9.911.649   | + 2,40 %  |
| 2013  | 10.132.691  | + 2,23 %  |
| 2014  | 10.397.894  | + 2,62 %  |
| TOTAL | 152.650.496 |           |

Fuente: Eurotunnel Group

## Miscelánea
- Eurotúnel, la empresa que construyó y gestiona el túnel ferroviario submarino bajo el Canal de la Mancha, es una entidad completamente separada de Eurostar, pero sí explota los trenes Eurotunnel Shuttle entre Calais y Folkestone para el transporte de vehículos.
- En 1.ª Clase Ejecutiva (Business Premier) los pasajeros cuentan con asientos en vagones exclusivos, separados de los vagones de 1.ª Clase Standard, e incluye todos los beneficios de la 1.ª clase, sumándole menores tiempos de check-in (10 minutos).[5]